# 호러스 호턴 언더우드
호러스 호턴 언더우드(영어: Horace Horton Underwood, 한국어: 원한경(元漢慶), 1890년 9월 6일 ~ 1951년 2월 20일)는 미국의 장로교 선교사이자 교육자이다. 연세대학교(구 연희전문학교) 제3대 총장을 역임하였다.

## 학력
- 1907년 : 뉴저지주 보든 타운 군사학원 입교
- 1913년 : 뉴욕대학교 학사
- 1918년 : 뉴욕 화이트 성서대학원 신학석사학위
- 1924년 : 뉴욕대학교 대학원 신학석사학위
- 1925년 : 뉴욕대학교 대학원 신학박사학위

### 비학위 수료
- 1934년 : 오하이오주 마운트대학교에서 명예문학박사학위

## 경력
- 1890년 : 한성부 정동에서 호러스 그랜트 언더우드의 장남으로 출생
- 1912년 : 장로교 선교부 준선교사로 한국에 입국
- 1912년 : 경신학교에서 강의
- 1915년 : 연희전문학교에서 강의
- 1923년 : 영한사전 집필
- 1928년 : 연희전문학교 부교장
- 1929년 : 경신·정신학교 설립
- 1932년 : 연희전문학교 교장서리
- 1934년 : 연희전문학교 교장(재직 시절 기독교계가 ‘신사참배를 결의한 일은 잘된 일’이라며 친일을 부추겼다.)
- 1942년 : 뉴욕 장로교 선교부 특별기금국장
- 1944년 : 목사 안수
- 1945년 : 미국 육군성 전략국 근무
- 1946년 : 미군정장관 고문
- 1946년 : 미군정청 검열국 총무, 연희대학교 명예총장
- 1947년 : 미군정청 문교부장 고문
- 1951년 : 부산에서 사망

## 가족 관계
- 부친 : 호러스 그랜트 언더우드
- 모친 : 릴리어스 호턴 언더우드(1851~1921)